# 4776 Luyi
Luyi (asteróide 4776) é um asteróide da cintura principal, a 1,7779536 UA. Possui uma excentricidade de 0,2319051 e um período orbital de 1 286,33 dias (3,52 anos).
Luyi tem uma velocidade orbital média de 19,57672268 km/s e uma inclinação de 5,39281º.
Este asteróide foi descoberto em 3 de Novembro de 1975 por Harvard Observatory.